# Тотнъм Хотспър Стейдиъм
„Тотнъм Хотспър Стейдиъм“ е стадионът на футболен клуб „Тотнъм Хотспър“ в северен Лондон. Построен е през 2019 година, като заменя предишния стадион на клуба – „Уайт Харт Лейн“. С капацитет от 62 850 души това е третият най-голям стадион в Англия и най-големият клубен стадион в Лондон. Проектиран е да бъде мултифункционална арена и освен това е домът на НФЛ в Англия.
Построен е на мястото на предишния стадион на отбора, като проектите за него стартират още през 2007 година, но строежът започва едва през 2016 година. Официално е открит на 3 април 2019. Той разполага с първото в света разделящо се и прибиращо се футболно игрище, което разкрива поле със синтетична трева отдолу за игри, концерти и други събития на НФЛ в Лондон. Като стадионът разполага и със собствена пивоварна, най-дългия бар в Англия (Goal Line Bar) и собствена тоалетна за кучета.
Името „Тотнъм Хотспър Стейдиъм“ е избрано да бъде временно и впоследствие заменено от спонсорско име, но стадионът към 2025 година още не е преименуван. Често е наричан Новият Уайт Харт Лейн от феновете и медиите.